# 拉尼恩岩
拉尼恩岩（英語：Runyon Rock）是南極洲的岩石，位於瑪麗伯德地，處於克拉里山脈的博伊德嶺北面，美國地質調查局根據測量和美國海軍拍攝的空中照片繪入地圖，現時由南極條約體系管理。